# Somatostatyna
Somatostatyna (SRIF, ATC: H01 CB01) – hormon peptydowy będący antagonistą somatoliberyny. Somatostatyna blokuje wydzielanie hormonu wzrostu przez przysadkę mózgową oraz hamuje wydzielanie insuliny.
Somatostatyna nie jest wydzielana przez określony jeden gruczoł, lecz centra jej wytwarzania są rozrzucone po całym organizmie. Występuje w komórkach D błony śluzowej przewodu pokarmowego i komórkach delta trzustki. Stwierdzono, że oprócz podwzgórza somatostatyna jest wydzielana przez ośrodkowy układ nerwowy, tarczycę i łożysko.
Jest stale wydzielana w niewielkich ilościach przez błonę śluzową żołądka, jelito cienkie i trzustkę. Hamuje wydzielanie soku żołądkowego, trzustkowego i żółci oraz ruchy robaczkowe (perystaltyczne). Zmniejsza poziom innych hormonów tkankowych i działa przeciwstawnie do sekretyny. W trzustce jest produkowana przez komórki typu D wysepek trzustkowych Langerhansa.
Somatostatyna jest hormonem wydzielanym głównie przez podwzgórze w mózgu, także komórki D trzustki. Hamuje uwalnianie z przysadki mózgowej somatotropiny, a w przewodzie pokarmowym – glukagonu, insuliny i gastryny.

## Struktura chemiczna
Somatostatyna to cykliczny oligopeptyd (neuropeptyd) ssaków występujący w dwóch odmianach molekularnych zbudowanych z 14 (somatostatyna 14, SS14) lub 28 aminokwasów (somatostatyna 28, SS28). SS14 ma masę molową równą ok. 1500 Da i jest usztywniony jednym mostkiem disiarczkowym (-S-S-).
Struktura SS28 przedstawia się następująco: Ser-Ala-Asn-Ser-Asn-Pro-Ala-Met-Ala-Pro-Arg-Glu-Arg-Lys-Ala-Gly-Cys-Lys-Asn-Phe-Phe-Trp-Lys-Thr-Phe-Thr-Ser-Cys-OH.

## Preparaty
- Somatostatin-Eumedica – fiolki 0,25mg i 3mg, liofilizat do przyrządzania roztworów do wstrzyknięć dożylnych

## Wskazania
- ostry krwotok z przewodu pokarmowego spowodowany wrzodem żołądka lub dwunastnicy
- krwotoczne zapalenie błony śluzowej żołądka
- krwotoczne nieoperacyjne przetoki trzustki, żołądka, jelit
- objawowe leczenie nadmiernej sekrecji przez guzy endokrynne przewodu pokarmowego
- zapobieganie powikłaniom po operacjach trzustki lub po endoskopowej wstecznej choleangiopankreatografii.